# نهر روزفلت
نهر روزفلت (Rio Roosevelt ؛ ريو روزفلت ؛ وأحيانًا ريو تيودورو) هو نهر برازيلي، أحد روافد نهر أريبوانا يصل حوالي 760 كيلومتر (470 ميل) في الطول.

## الدورة
يبدأ نهر روزفلت في ولاية روندونيا ويتدفق شمالًا عبر الغابات الاستوائية المطيرة. يتغذى عليه نهر كابيتاو كاردوسو، الذي يلتقي به على حدود الدولة. في ماتو غروسو، يشكل النهر الحد الغربي 164,224 هكتار (405,810 أكر) 164,224 هكتار (405,810 أكر) - محمية غواربا - روزفلت الاستخراجية وهي عبارة عن وحدة استخدام مستدامة تم إنشاؤها عام 1996.  وبعد دخول أمازوناس، يشكل النهر الحد الفاصل بين 83,381 هكتار (206,040 أكر) من غابة مانيكوري ستيت، وهي وحدة الحفاظ على الاستخدام المستدام التي تم إنشاؤها في عام 2005 ومنتزه جواريبا الحكومي، الذي تم إنشاؤه أيضًا في عام 2005.  ثم يمتد النهر عبر منتزه كامبوس آمازنيكوس الوطني، وهي منطقة محمية تم إنشاؤها في عام 2006 وتحمل جنبًا غير عادي من نباتات سيرادو في غابات الأمازون المطيرة.  ويستمر شمالًا حتى يصل إلى نهر أريبوانا. يتدفق اريبوانا إلى نهر ماديرا، ثم إلى الأمازون.

## التاريخ والاستكشاف

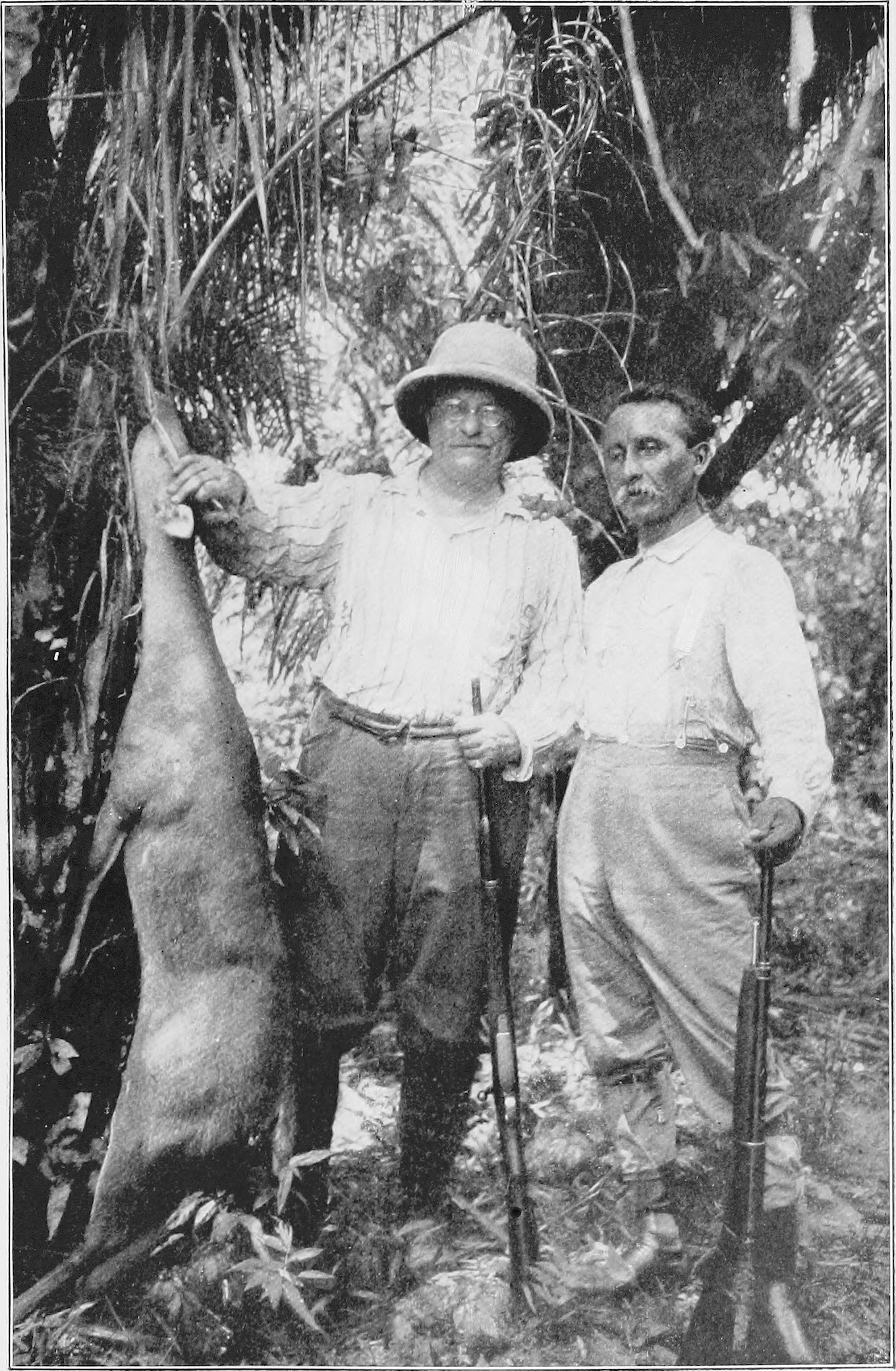
العقيد ثيودور روزفلت والعقيد روندون مع غزال الأدغال

كان يُدعى سابقًا ريو دا دوفيدا («نهر الشك»)، وقد سمي النهر على اسم ثيودور روزفلت، الذي سافر إلى المنطقة الوسطى من البرازيل خلال بعثة روزفلت روندون العلمية في 1913-14. سعت الحملة، بقيادة روزفلت وكانديدو روندون، أشهر مستكشف في البرازيل ومكتشف النهر، إلى تحديد مكان ومسار تدفق النهر إلى الأمازون.
خاض روزفلت وابنه كيرميت المغامرة بعد محاولة الرئيس الأمريكي السابق الفاشلة لاستعادة المنصب كمرشح «بول موس» في عام 1912. كانت رحلة روزفلت-روندون أول حزب غير أصلي من الأمازون يسافر ويسجل ما أطلق عليه روندون اسم «ريو دا دوفيدا»، ثم أحد أكثر روافد الأمازون غير المستكشفة والمخيفة. تحتوي أجزاء من النهر على منحدرات وشلالات غير سالكة، مما أعاق الرحلة الاستكشافية.
كتب روزفلت لاحقًا من خلال البرية البرازيلية يروي المغامرة. بعد عودة روزفلت، أثيرت الشكوك حول روايته للرحلة الاستكشافية. دحضهم روزفلت على الفور في منتدى عام في واشنطن العاصمة، برعاية الجمعية الجغرافية الوطنية. في عام 1927، قاد المستكشف البريطاني جورج ميلر ديوت رحلة ثانية إلى أسفل النهر، وأكد بشكل مستقل اكتشافات روزفلت.
في عام 1992، تم تنظيم وتمويل وقيادة بعثة ثالثة (حديثة) من قبل تشارلز هاسكل وإليزابيث ماكنايت من New Century Conservation Trust ، وهي منظمة غير ربحية للتعليم البيئي في ولاية ماين، ورعاها جزئيًا جمعية ثيودور روزفلت، والمتحف الأمريكي للتاريخ الطبيعي، والاتحاد الوطني للحياة البرية. تألفت هذه الحملة من عشرين شخصًا. استغرقت الرحلة الاستكشافية 33 يومًا لإكمال رحلة 1000 ميل تقريبًا. بينما اضطرت بعثة روزفلت روندون إلى حمل جميع منحدرات النهر تقريبًا باستخدام زوارقها الثقيلة المخبأة، تمكنت بعثة هاسكل ماكنايت من التنقل بأمان في جميع المنحدرات باستثناء واحد تم نقله. أفاد هاسكل أن بعثته «عثرت على أماكن سجلها الفريق الأصلي، ورأت النباتات والحشرات التي وصفوها، ونزلت من المنحدرات التي حطمت زوارق المخبأ عام 1914». مُنح أعضاء البعثة وسام الخدمة المتميز لجمعية ثيودور روزفلت تقديراً لإنجازاتهم. تم إنتاج فيلم وثائقي للبعثة بعد ذلك وبثه على PBS بعنوان «المستكشفون الجدد: نهر الشك» رواه بيل كورتيس وويلفورد بريملي. منذ هذا الوقت، ألهمت الحملة الآخرين للخضوع لتحدياتها مثل عالم المواد البروفيسور مارك أندريه مايرز، والعقيد هورام ريس، والعقيد إيفان أنغونيز، وجيفري ليمان.

## السكان
يسكن الروافد العليا لنهر روزفلت شعب سينتا لارغا، الذين تم الاتصال بهم لأول مرة في الستينيات. تم إنشاء محمية روزفلت للسكان الأصليين (ريسيرفا روزفلت) في عام 1973 وتديرها المؤسسة الوطنية الهندية، وتحتل 2.7 مليون هكتار (6.7 × 106 فدان)، ويبلغ عدد سكانها 1200 نسمة.